# Арройо, Андерсон
А́ндерсон Арро́йо Ко́рдоба (англ. Anderson Arroyo Córdoba; род. 27 сентября 1999 года, Кибдо, Колумбия) — колумбийский футболист, защитник клуба «Ливерпуль», выступающий на правах аренды за клуб «Бургос».

## Клубная карьера
Арройо — воспитанник клуба «Форталеса Сипакира». 19 ноября 2015 года в матче против «Депортиво Перейра» он дебютировал в Примере B, в возрасте 16 лет. По итогам сезона Андерсон помог клубу выйти в элиту. 18 февраля 2016 года в матче против «Депортиво Кали» он дебютировал в Кубке Мустанга. В начале 2018 года Арройо перешёл в английский «Ливерпуль». Сразу же для получения игровой практики Андресон был отдан в аренду в испанскую «Мальорку» на полтора года.
24 сентября 2019 года на правах аренды на сезон присоединился к чешскому клубу «Млада-Болеслав».
9 июля 2021 года на правах аренды на сезон присоединился к испанскому клубу «Мирандес».

## Международная карьера
В 2015 году в составе юношеской сборной Колумбии Арройо принял участие в юношеском чемпионате Южной Америки в Парагвае. На турнире он принял участие в матчах против команд Перу,  Уругвая, Аргентины, Эквадора, Парагвая, Венесуэлы и дважды Бразилии.
В 2017 года Арройо в составе молодёжной сборной Колумбии принял участие в молодёжного чемпионата Южной Америки в Эквадоре. На турнире он сыграл в матчах против команд Парагвая, Чили, Аргентины, Венесуэлы, Уругвая, Эквадора и дважды Бразилии.
В том же году Арройо принял участие в молодёжном чемпионате мира в Польше. На турнире он сыграл в матчах против команд Польши, Сенегала, Таити, Новой Зеландии и Украины.